# Nicholas Colasanto
Nicholas Colasanto (Providence, Rhode Island, 19 de enero de 1924-Studio City, California, 12 de febrero de 1985) fue un actor estadounidense conocido por su papel de entrenador Ernie Pantusso en la comedia de situación Cheers.
Veterano condecorado de la Segunda Guerra Mundial, participó en películas como Fat City y Raging Bull además de otras series de televisión como Colombo, de la que también dirigió varios episodios, Starsky y Hutch o CHiPs.